# Vasilij Iosifovič Gurko
Vasilij Iosifovič Romejko-Gurko (in russo Васи́лий Ио́сифович Роме́йко-Гу́рко?; Carskoe Selo, 20 maggio 1864 – Roma, 11 febbraio 1937) è stato un generale e nobile russo.

## Biografia

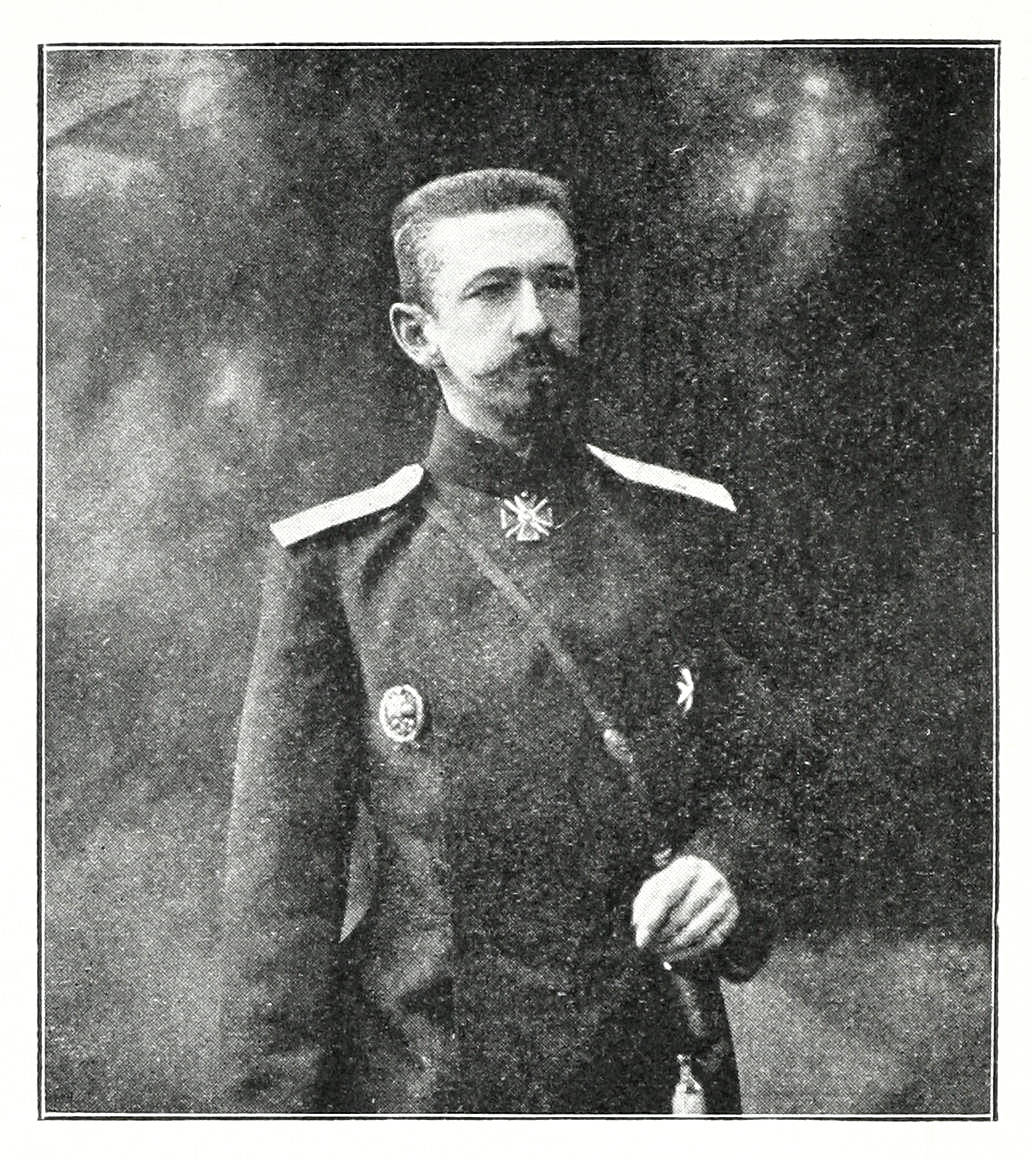
Il generale Gurko nel 1916

Gurko era figlio del generale Iosif Vladimirovič Gurko e fratello del politico Vladimir. Si diplomò al corpo dei paggi imperiali nel 1885 e proseguì quindi la propria carriera nell'esercito imperiale russo frequentando la scuola dello staff generale nel 1892. Fu attaché militare presso la Repubblica del Transvaal e combatté al fianco dell'esercito boero nella seconda guerra boera. Fu quindi attaché militare a Berlino nel 1901. Nella guerra russo-giapponese del 1904-1906, inizialmente fu quartiermastro generale presso l'esercito della Manciuria e poi comandò una brigata di cosacchi. Dopo la fine della guerra, dal 1906 al 1910, fu componente di una commissione incaricata di investigare le ragioni del fallimento delle forze russe nel conflitto.
Nel 1911, Gurko venne nominato comandante della 1ª divisione di cavalleria, servendo sotto il generale Paul von Rennenkampf. Allo scoppio della prima guerra mondiale, guidò la divisione russa nella Prussia orientale e nella battaglia di Łódź nel novembre del 1914 prima di venire nominato capo dei collaboratori del generale Michail Alekseev. Venne quindi assegnato al comando del VI corpo d'armata dal 1915 al 1916. Gurlo guidò il contrattacco russo nella battaglia di Bolimov nel gennaio del 1915.
Gurko comandò la V armata durante l'offensiva del lago Narač.
Successivamente, Gurko comandò la V armata speciale del fronte sudoccidentale dall'agosto del 1916. Nell'ottobre del 1916, rimpiazzò il generale Alexeev come capo dello staff e dal marzo del 1917 divenne comandante del fronte occidentale russo. Ad ogni modo, venne privato del proprio comando appena due mesi dopo dal governo provvisorio russo per il suo espresso supporto alla monarchia zarista. Imprigionato nella fortezza dei santi Pietro e Paolo per due mesi, venne quindi esiliato dal settembre del 1917 nel Regno Unito. Si trasferì in seguito in Italia e prese parte ai lavori dell'Unione Militare Panrussa in funzione anti-sovietica. Si rifiutò di comandare il movimento dei Bianchi nel nord della Russia nel 1919, data anche l'età avanzata. Dopo la sua morte nel 1937, venne sepolto nel cimitero protestante di Roma.